# 乾燥ライム

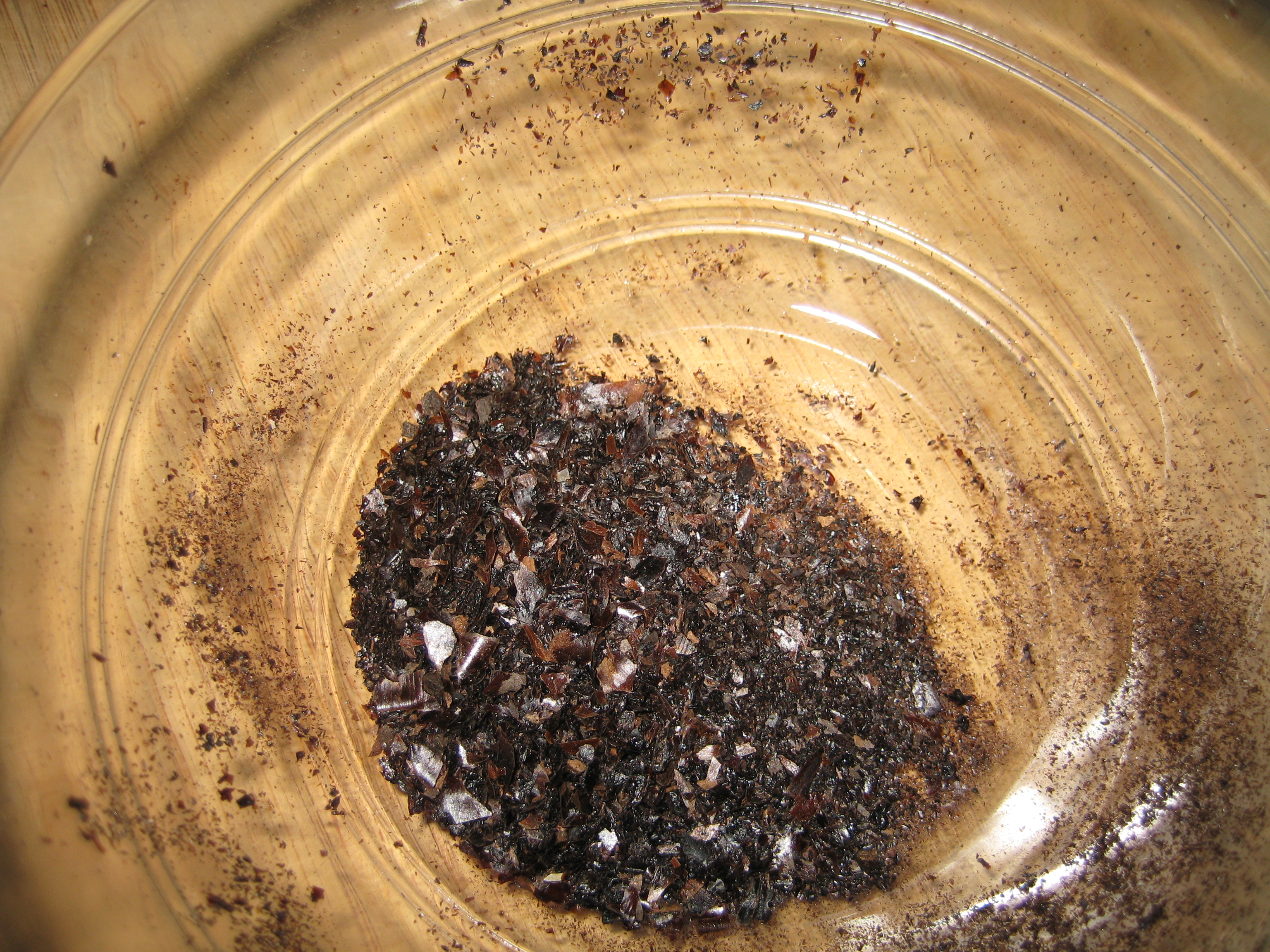
粉末状の乾燥ライム

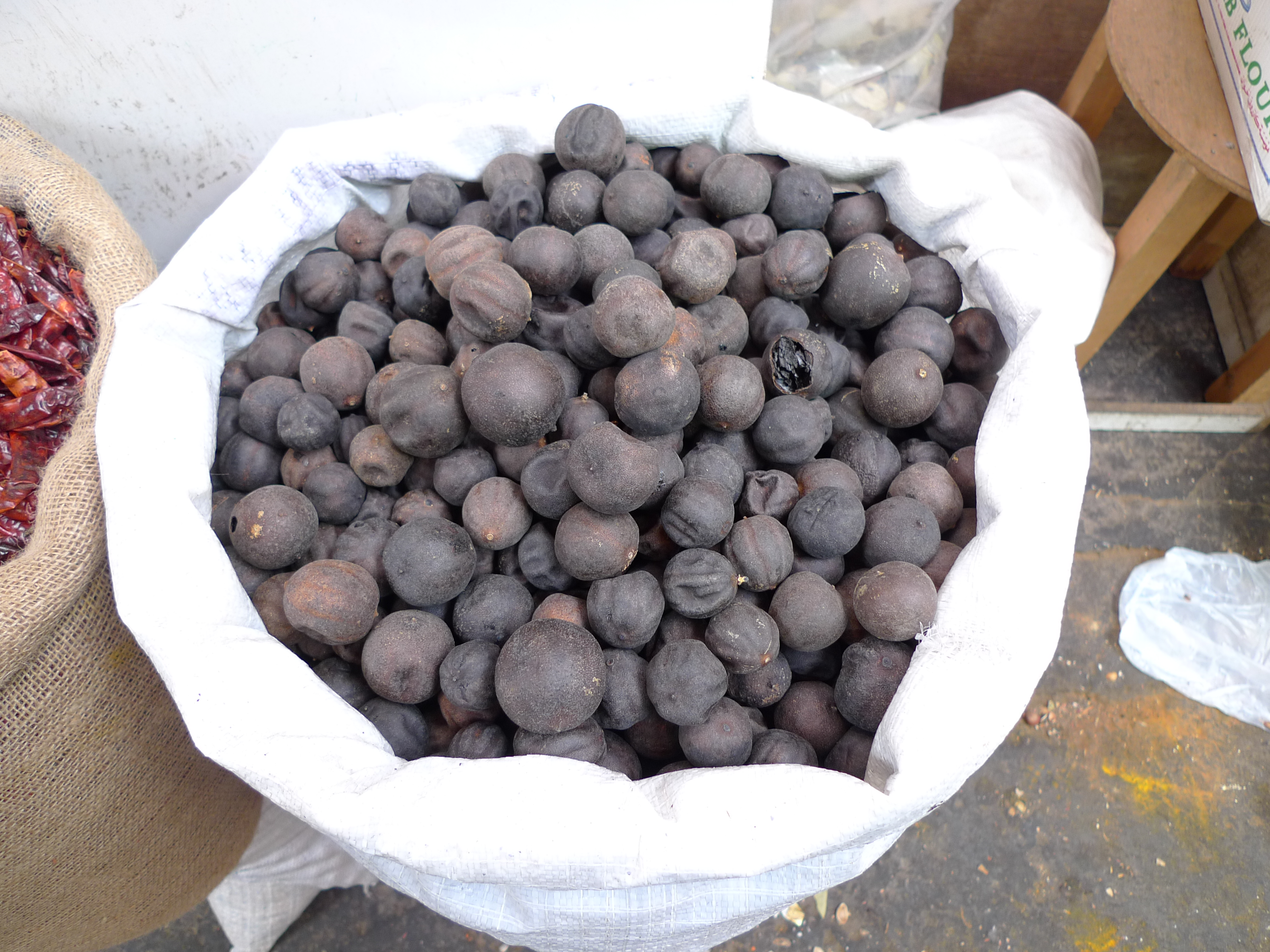
バーレーンの市場で売られている乾燥ライム

乾燥ライム（かんそうライム）あるいは干しレモン、干しライムは、柑橘類のライムを天日で乾燥させたドライフルーツ。国や地域によりヌーミー・バスラ、リームー・オマーニーと呼び、中東ではありふれた食材であり、1個丸ごと、またはスライスし、粉末にして香辛料として使用される。また混合スパイスのバハラット（Bahārāt、アラビア語: بَهَارَات）は中東からトルコ、ギリシャに広がり、鶏や羊、牛や魚の味を整えたり、調味料として料理に添えたりする。
イラクではバスラレモンという意味のヌーミー・バスラ（noomi basra）、イランではオマーンライムを意味するリームー・オマーニー（limoo amani）、オマーンではリームー（limoo）と呼ばれる。英語圏でブラックレモン（黒レモン）と呼ぶが、原料はレモンではなくライムである。

## 利用
乾燥ライムはアラビア料理(en)やイラン料理（ペルシア料理）の伝統的な食材であり、料理に酸味を加える香辛料として使用される。イラン料理ではシチューやスープに入れる。ペルシャ湾地域では魚料理に使用され、イラクでは米料理や詰め物料理に粉にひいて加える。
イラクでは煮だしてホットレモンとする。ハームズ（酸っぱい）と呼ばれ、レモン味と苦みが冬に良い。

## 味わい
乾燥ライムは強い風味を放つ。柑橘類特有の酸味、素朴でいぶしたような香りもあり、新鮮なライムが持つ甘さには欠ける。外皮と種子に苦みがあり、発酵物のような風味を持つ。

## 関連文献
出版年順
- Wright, Clifford A. A Mediterranean fest. New York : Morrow ; London : Hi Marketing, 1999. English. ISBN 0688153054, ISBN 9780688153052. OCLC 42579601.
- レザ・ラハバ、長谷川朝子『 家庭で楽しむペルシャ料理 フルーツ、ハーブ、野菜たっぷり』、河出書房新社、2009年。ISBN 978-4-309-28177-3。